# Marta Bosquet
Marta Bosquet Aznar (Almería, 16 de abril de 1969) es una política española, perteneciente a Ciudadanos y, posteriormente, independiente, que ocupó la presidencia del Parlamento de Andalucía desde el 27 de diciembre de 2018 hasta el 14 de julio de 2022.

## Biografía
Natural de Almería, Bosquet se licenció en Derecho por la Universidad de Granada en 1994. Trabajó para un bufete de abogados hasta 1998, cuando abrió su propia asesoría jurídica, laboral y contable, que mantuvo hasta 2015. Durante los años 1999 y 2000 impartió clases de Derecho Penal I y II en el Centro de Estudios Universitarios de Almería. Además, ha sido ponente en varios cursos de verano en la Universidad de Almería. En 2003, el despacho de Bosquet asumió la asesoría jurídica externa del partido político GIAL.

## Carrera política
Afiliada a Ciudadanos desde 2013, en enero de 2015 concurrió a las primarias para ser candidata al Parlamento de Andalucía por la provincia de Almería. El 22 de marzo de 2015, celebradas las elecciones andaluzas, Bosquet consiguió acta de diputada.
En esa legislatura, Bosquet fue nombrada portavoz adjunta del grupo de Ciudadanos en el Parlamento de Andalucía y portavoz en las comisiones de Empleo, Empresa y Comercio; Agricultura, Pesca y Desarrollo Rural.
En enero de 2017, con la renovación del Comité Ejecutivo de la formación naranja, Bosquet entró a formar parte de la directiva de Ciudadanos responsabilizándose de las áreas de discapacidad y dependencia.
Tras las Elecciones al Parlamento de Andalucía de 2018 y la formalización de un pacto de Gobierno entre el PP y Cs para la XI Legislatura, es elegida como Presidenta del Parlamento, con el apoyo de PP y Vox siendo la tercera mujer en ocupar dicho cargo.
En el año 2020, con el cambio de liderazgo del partido, asumido por Inés Arrimadas, y la constitución de una nueva Ejetutiva, Marta Bosquet continúa formando parte de la misma.
Para las Elecciones al Parlamento de Andalucía de 2022, se presenta como número 2 por Sevilla, no obteniendo representación. En julio renuncia todos sus cargos orgánicos dentro del partido, dándose de baja como afiliada en octubre.
En el mismo mes de su baja en Cs, es nombrada por el Gobierno de Juanma Moreno como directora del Instituto de Formación Agraria, Pesquera, Alimentaria y de Produccción Ecológica.